# 尤利安娜·布胡什
S尤利安娜·布胡什（羅馬尼亞語：Iuliana Buhuș，1995年7月4日—），罗马尼亚女子赛艇运动员。她曾代表罗马尼亚参加世界赛艇锦标赛，获得一枚金牌。她也曾参加2020年夏季奥林匹克运动会。